# Индепенденсия (стадион)
Стадио́н Райму́ндо Сампа́йо (порт. Estádio Raimundo Sampaio), более известный как Индепенде́нсия — футбольный стадион, расположенный в городе Белу-Оризонти, штат Минас-Жерайс в Бразилии.
Стадион был построен к проходившему в Бразилии чемпионату мира 1950 года. Изначально вместимость стадиона составляла 30 000 зрителей, но на данный момент количество мест сокращено до 23 000. В настоящее время владельцем стадиона является клуб «Америка Минейро», проводящий здесь свои домашние матчи.
Предыдущим владельцем был ныне несуществующий клуб «Сете-де-Сетембру» (порт. Sete de Setembro — 7 сентября), названный в честь Дня независимости Бразилии. Именно поэтому стадион обычно и называют Индепенденсия (порт. Independência — независимость). Своё официальное название стадион получил как дань уважения к одному из президентов «Сете де Сетембро».

## История

### Чемпионат мира 1950 года
Строительство арены было начато в 1947 году и завершилось только перед самым началом чемпионата мира 1950 года. Открытие стадиона состоялась 25 июня 1950 года, и в этот же день был сыгран первый матч — в группе А Югославия встречалась со Швейцарией. Помимой этой игры в рамках мирового первенства на Индепенденсии были сыграны ещё две встречи: США — Англия (Группа B), завершившаяся неожиданной победой американцев над родоначальниками футбола и называемая в СМИ Зеброй, а также Уругвай — Боливия (Группа D), в котором будущие чемпионы разгромили соперников 8:0.
| 25 июня 1950 18:00 (UTC-3)              | \| Югославия \| 3:0 (0:0) отчёт \| Швейцария \| \| Митич 59′ · Томашевич 70′ · Огнянов 84′ \| Голы \| \| | Индепенденсия, Белу-Оризонти Зрителей: 7 336 Судья: Джованни Галеати |
| Югославия                               | 3:0 (0:0) отчёт                                                                                          | Швейцария                                                            |
| Митич 59′ · Томашевич 70′ · Огнянов 84′ | Голы |                                                                      |

| 29 июня 1950 18:00 (UTC-3) | \| США \| 1:0 (1:0) отчёт \| Англия \| \| Гатьенс 38′ \| Голы \| \| | Индепенденсия, Белу-Оризонти Зрителей: 10 151 Судья: Дженерозо Датилло |
| США                        | 1:0 (1:0) отчёт                                                     | Англия                                                                 |
| Гатьенс 38′                | Голы                                                                |                                                                        |

| 2 июля 1950 18:00 (UTC-3)                                                     | \| Уругвай \| 8:0 (4:0) отчёт \| Боливия \| \| Мигес 38′, 40′, 51′ · Видаль 18′ · Скьяффино 23′, 54′ · Перес 83′ · Гиджа 87′ \| Голы \| \| | Индепенденсия, Белу-Оризонти Зрителей: 5 284 Судья: Джордж Ридер |
| Уругвай                                                                       | 8:0 (4:0) отчёт | Боливия                                                          |
| Мигес 38′, 40′, 51′ · Видаль 18′ · Скьяффино 23′, 54′ · Перес 83′ · Гиджа 87′ | Голы |                                                                  |

### Америка Минейро

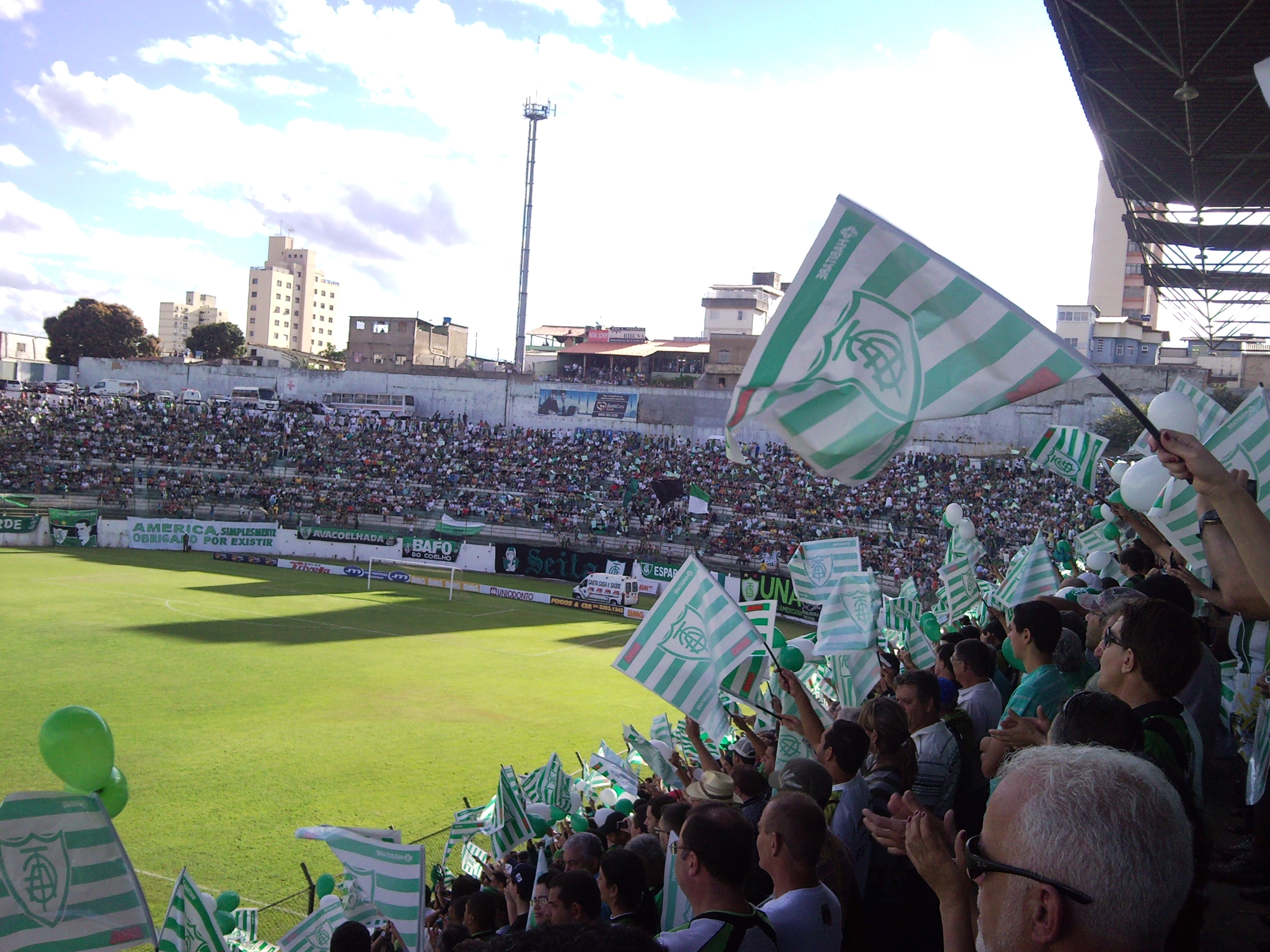
Болельщики клуба «Америка Минейро» на Индепенденсии

Вначале после открытия стадион принадлежал правительству штата Минас-Жерайс, но затем перешёл во владение клуба «Сете де Сетембро» в сентябре 1965 года после открытия Минейрао. В 1989 году «Америка Минейро» взял Индепенденсию в долгосрочную аренду на 30 лет. Именно на этой арене клуб выиграл бразильскую серию Б в 1997 году в жёстком соперничестве с «Вилла Нова». При этом финальный матч против «Наутико» собрал на стадионе 18 900 поклонников «Америки». Играя домашние матчи на Индепенденсии, в 2009 году клуб победил в серии C.
В 1999 году вместе с клубом «Атлетико Минейро» «Америка» построила на стадионе дополнительную трибуну из металлоконструкций, в результате чего вместимость возросла до 30 000 мест, а также установила электронное табло. Но из-за того, что сооружение было небезопасным, со временем его пришлось демонтировать.
Рекорд посещаемости был зафиксирован в матче между сборными Минейры и Гуанабары, состоявшийся 27 января 1963 года в рамках Чемпионата Бразилии. На данной встрече присутствовало 32 721 зрителей.

## Реконструкция

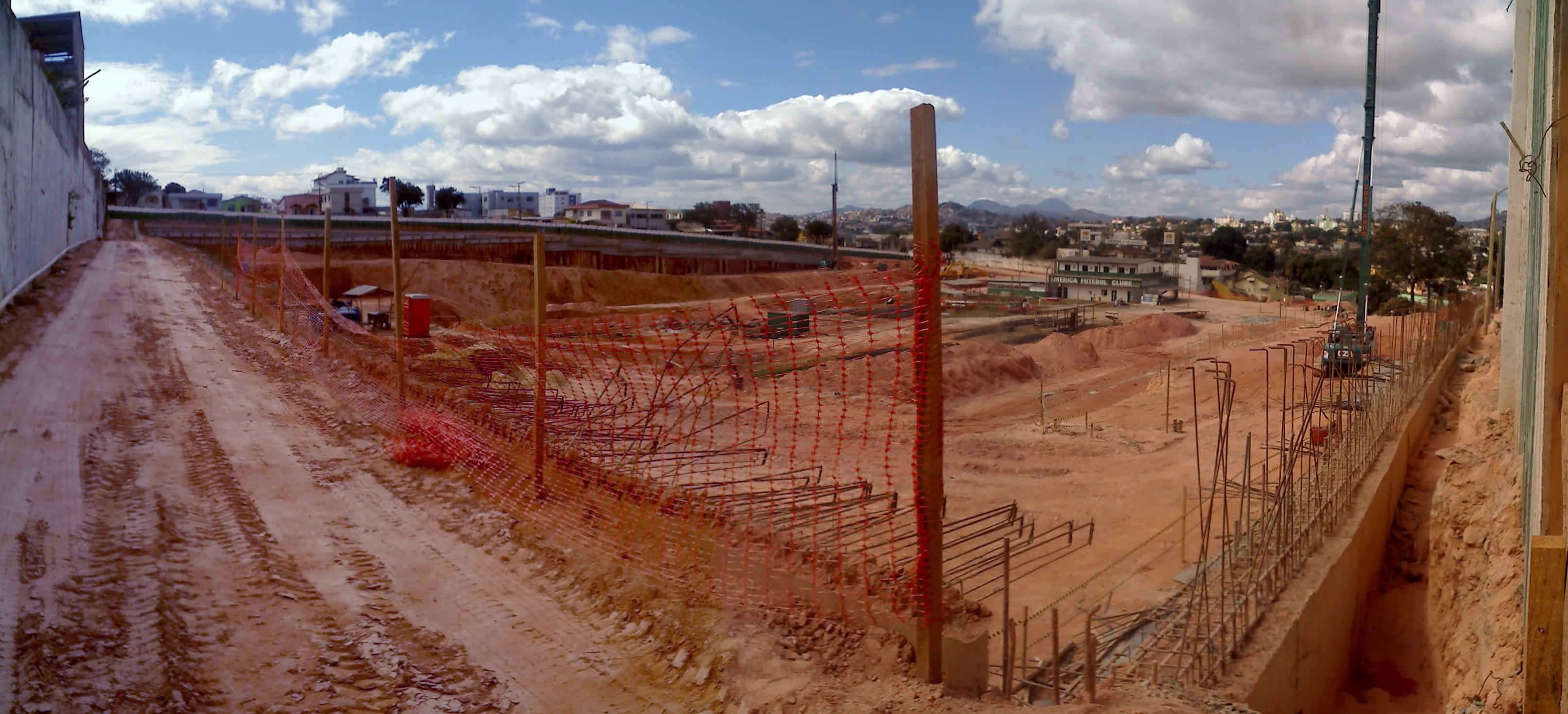
Реконструкция стадиона Индепенденсия (июль 2010 года)

В декабре 2008 года правительство штата Минас-Жерайс объявило о реконструировании стадиона. Начальные капиталовложения планировались в размере $13 млн из местного бюджета и $31 млн от правительства Бразилии. В августе 2009 года совет по окружающей среде Белу-Оризонти одобрил проведение строительно-ремонтных работ.
Основные работы по реконструкции начались только 22 января 2010 года. Стадион был полностью разрушен, включая все подтрибунные помещения. Первоначально планировались окончить ремонт к 21 сентября 2010 года, но после сроки были сдвинуты на март 2011 года, а потом уже на июнь того же года. При этом затраты на проведение работ уже составляют не менее $70 млн.